# Good as Gold
Good as Gold (с англ. — «Хорош как золото») — песня в стиле поп американского музыканта и исполнителя Грейсона Ченса, выпущенная 8 июня 2018 года в качестве внеальбомного сингла.

## История
Первый куплет песни Ченс написал 18 июля 2017 года.
Вскоре после зачисления в студенты университета Талсы, Ченс вылетел в Лос-Анджелес. Там в студии своего его приятеля и продюсера Уилли Бимана (англ. Willy Beaman) была записана песня.
15 апреля 2018 года Ченс выступил с концертом в Шанхае (Китай), где исполнил «Good as Gold» до её официального релиза.
В пресс-релизе сам Ченс заявил: «Эта песня очень, очень близка мне. Я говорю себе: „Ты хорош как золото, ты справишься“. Эта песня обо многом, но самое главное она символизирует то, как я вырос и как далеко я смог уйти».
Сингл «Good as Gold» перечислен в списке песен, вдохновлявших авторов на написание книги «Delia Bay» автора Лорен Купер.

## Видеоклип
На песню в июне 2018 года был снят видеоклип. Премьера клипа состоялась в октябре 2018 года на сайте американского музыкального журнала «Billboard».
Снятый в течение трёх дней режиссёром Бобби Ханафордом (англ. Bobby Hanaford) в Южной Дакоте видеоклип показывает представителей коренного населения Америки из народности лакота. Ранее Ханафорд снял документальный фильм о подростковых самоубийствах среди народности лакота в резервации Пайн-Ридж. По этой причине все средства, вырученные от коммерческого использования данного видеоклипа были направлены в молодёжный центр общины Пайн-Ридж. Район, где снимался видеоклип по статистике является самым бедным в Соединённых Штатах.
В интервью журналу «Billboard» музыкант рассказал, что вырос в Оклахоме и знает не понаслышке, как тяжело приходится коренным американцам — «мы зачастую игнорируем и перевираем наше мрачное прошлое по собственному усмотрению, и часто закрываем глаза на резервации, которые находятся за пределами наших городов. Тем не менее, что потрясло меня вероятно более всего после посещения Пайн-Ридж и после общения с местными жителями, так это не их бедность, а их оптимизм и надежда, их настойчивость и любовь», говорит Ченс.

## Отзывы критиков
- Обозреватель журнала «The Oklahoman» Брэнди МакДоннелл сравнивает «Good as Gold» с вышедшим ранее синглом Ченса «Low» и отмечает, что настоящая песня «щадящая и эмоциональная, но в конечном итоге воодушевляющая»[4].
- «Vents Magazine» отмечает, что это «захватывающая современная авторская песня с глубоко эмоциональным вокалом, стремительной мелодией и текстом, которые подчеркивают личную эволюцию Грейсона»[1].
- Музыкальный критик Томас Блич пишет на сингл положительную рецензию. По его мнению это «воодушевляющий… милый и задумчивый трек», который музыкально продолжает линию творчества заданную Ченсом в предыдущей работе, сингле «Low». Блич сравнивает Ченса с Сэмом Смитом, но отмечает, что Ченс не Сэм Смит, и советует читателю «заново открыть его, потому что его чистый талант невероятен»[13].